# Nicolae Juravschi
Nicolae Juravschi (8 agosto 1964) è un ex canoista sovietico, dal 1991 moldavo.
Alle Olimpiadi di Seoul 1988 ha vinto due medaglie d'oro, nel C2 500m e C2 1000 m 8 anni più tardi, ad Atlanta 1996 ha vinto l'argento nel C2 500m, sempre in coppia con Viktor Renejskij. Ha gareggiato a Seul sotto la bandiera dell'Unione Sovietica, mentre ad Atlanta ha vinto l'argento per la Moldavia.
Ora, dopo il suo ritiro, è a capo della federazione moldava di Canoa/Kayak.

## Palmarès
- Olimpiadi
  - Seoul 1988: oro nel C2 500m e C2 1000m.
  - Atlanta 1996: argento nel C2 500m.

- Mondiali
  - 1989: oro nel C2 500m, C4 500m e C4 1000m.
  - 1990: oro nel C2 500m, C4 500m e C4 1000m.
  - 1991: oro nel C4 500m e C4 1000m, argento nel C2 500m e bronzo nel C2 1000m.
  - 1995: argento nel C2 500m.